# アジア市場経済学会
アジア市場経済学会（あじあしじょうけいざいがっかい、Japan Academy for Asian Market Economies、JAFAME）は、広くアジア市場に関する調査・研究を行っている学術団体。1997年設立。
本学会は、経済学、流通・マーケティング研究、経営学を基盤とする研究者と実務家によってバランスよく構成され、2007年1月に日本学術会議協力学術研究団体への加盟、5月には日本経済学会連合への加盟した。
会員数は254名（2022年6月30日現在）。学会誌は『アジア市場経済学会年報』。

## 目的
本学会はアジア市場に関する歴史、理論および実証的研究等を行い、また、 関連諸学会ならびに諸機関との連携を図り、アジア経済ならびに世界経済の発展に寄与するとともに、学問の進歩に貢献することを目的としている。

## 活動
1．全国研究大会および部会研究会等の開催、 
2. 年報等の刊行、
3. 海外諸国の研究者および研究団体等との国際交流、 
4. その他本会の目的を達成するための諸事業。

## 歴代会長
- 北島忠男（明治大学、1997年11月 - 2003年11月）
- 飯沼博一（和光大学、2003年12月 - 2005年6月 ※日本貿易学会会長〈1995年 - 1999年〉）
- 松江宏（愛知大学名誉教授、2005年7月 - 2007年6月）
- 岡本喜裕（和光大学教授、2007年7月 - 2009年5月）
- 金子逸郎（明治大学教授、2009年6月 - 2011年6月）
- 西澤信善（神戸大学名誉教授、2011年7月 - 2013年6月）
- 村松潤一（広島大学名誉教授、2013年7月 - 2015年6月）
- 高橋義仁（専修大学、2015年7月 - 2017年6月）
- 小林守（専修大学、2017年7月 - 2019年6月）
- 村松潤一（広島大学名誉教授、2019年7月 - 2021年6月）
- 村松潤一（広島大学名誉教授、2021年7月 - 2023年6月）
- 藤岡資正（明治大学教授、2023年7月 - ）